# Variété de dessins d'un sujet

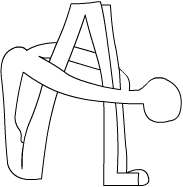
Est-ce un A ? Est-ce une figuration humaine ? Autre chose ?
Les choix du dessinateur (pas de contexte, peu de détails) permettent une identification jusqu'à un certain point seulement.

La variété de dessins d'un sujet est l'ensemble des possibilités typiques de représentation graphique d'un sujet quelconque par un dessin. Chaque dessinateur pour diverses raisons fait des choix de traitement ; ces choix comme la technique utilisée ou de composition picturale se rattachent à des options qui se rencontrent dans une multitude de dessins de manière traditionnelle : par exemple, le degré de détail ; le message ou l'impression véhiculée ; le cadrage ou les rapports du sujet de premier plan et de son environnement.
Les dessins de cette page sont des illustrations des possibilités élémentaires classiques pour un sujet certes particulier - l'être humain -, mais ce n'est que par commodité de ce sujet et abondance de l'iconographie. Un autre concept comme celui de bâtiment en dessins d'architecture aurait suscité un inventaire différent mais de structure semblable.

## Histoire
En 1753, dans son ouvrage, L'analyse de la beauté, William Hogarth consacre une planche d'illustration aux représentations de l'homme, conforme à l'intérêt essentiel qu'il porte aux lignes serpentines.

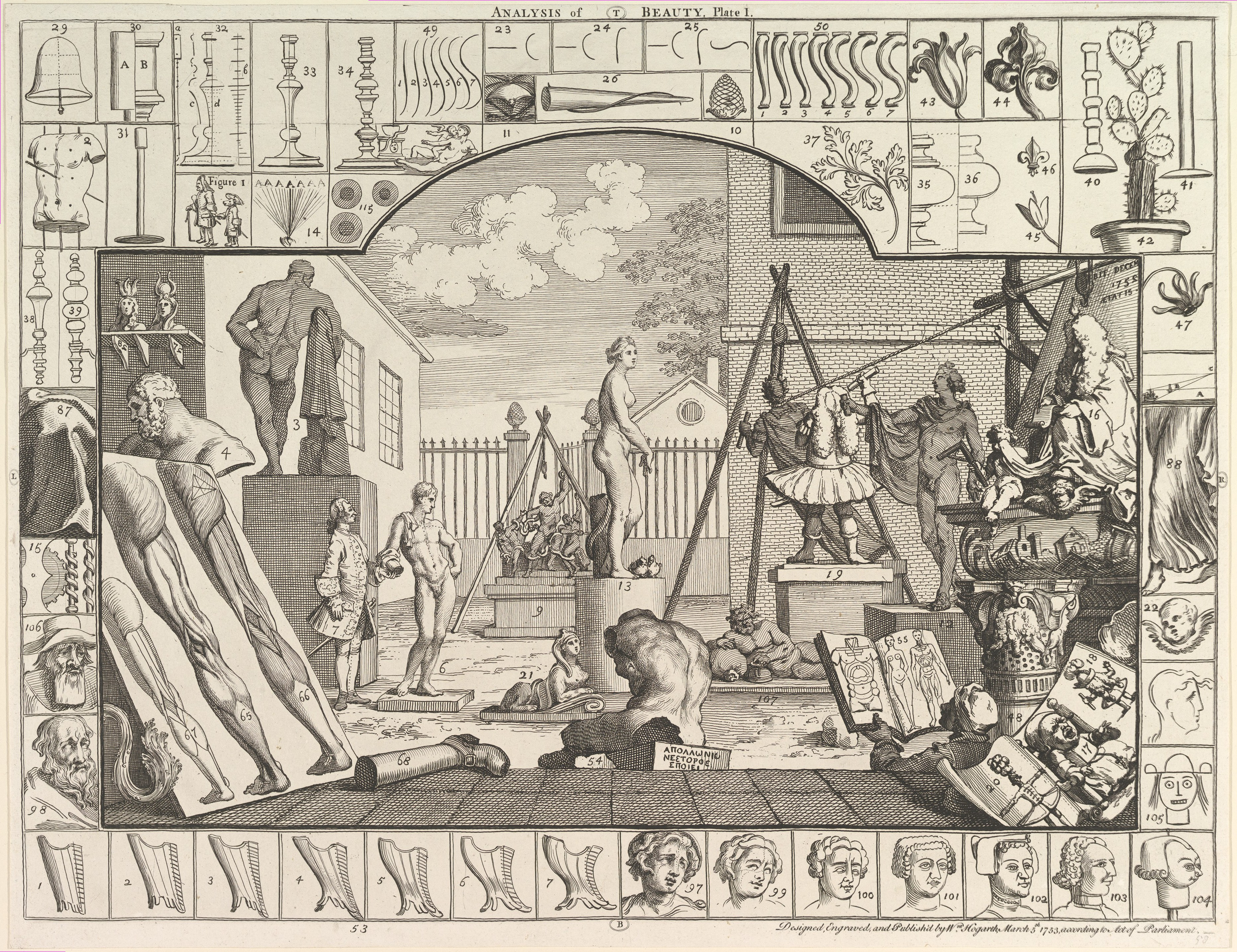

## Archétypes, stéréotypes et simplifications
Un dessin peut n'avoir qu'un centre d'intérêt : le sujet représenté et lui-seul.
Isolés, objets de toute l'attention, les sujets les plus universels se prêtent à des représentations en rapport avec leur archétype ou tout au moins avec leur forme typique ou stéréotype, ici le soleil prendrait place comme un simple disque. L'usage comme symbole et illustration de concept est alors classique.
| Archétype |  | Stéréotype pictogramme mâle |  | Archétype hermaphrodite animé |
| Archétype |  | Stéréotype pictogramme mâle |  | Archétype hermaphrodite animé |

| Archétype communicant |  | Stéréotype Professionnel communicant |  | Archétype enfantin |
| Archétype communicant |  | Stéréotype Professionnel communicant |  | Archétype enfantin |

| Archétype mobile |  | Archétype mobile stylisé |  | Archétype mobile renforcé |
| Archétype mobile |  | Archétype mobile stylisé |  | Archétype mobile renforcé |

## Représentations complètes
L'objet quoique vu partiellement est souvent représenté autant qu'il est visible, avec divers états, divers attributs ou divers besoins du dessinateur. La structure caractéristique de l'objet peut être le centre d'intérêt du dessin.
| Silhouettes |  | Silhouettes |  | Silhouettes |
| Silhouettes |  |             |  |             |

| Attitudes |  | Attitudes |  | Attitudes |
| Attitudes |  |           |  |           |

| Vues de profil |  | Vues de profil |  | Vues de profil |
| Vues de profil |  |                |  |                |

|            |  |  |
| Mouvements |  |  |

| Formes ou vues atypiques |  | Formes ou vues atypiques |  | Formes ou vues atypiques |
| Formes ou vues atypiques |  |                          |  |                          |

| Vues descriptives ou internes |  | Vues descriptives ou internes |  | Vues descriptives ou internes |
| Vues descriptives ou internes |  |                               |  |                               |

## Représentations partielles
Nombreuses sont les raisons du choix d'une vue partielle, la plus habituelle étant la représentation d'éléments de détail pour une même surface.
| Représentations tronquées |  | Représentations tronquées |  | Représentations tronquées |
| Représentations tronquées |  |                           |  |                           |

| Partie significative |  | Partie emblématique |  | Partie pictogramme |
| Partie significative |  | Partie emblématique |  | Partie pictogramme |

| Partie attitude |  | Partie archétype (logo) |  | Partie silhouette |
| Partie attitude |  | Partie archétype (logo) |  | Partie silhouette |

## Formes assimilables ou dérivées
À partir des formes typiques, tout sujet peut rattacher à une famille plus ou moins large d'entités semblables ou dérivées ; l'imagination et la créativité sont sollicitées. Le dessin peut avoir dans cette perspective un usage didactique, métaphorique, allégorique. S'y rangent également toutes les représentations de l'évolution du sujet.
| Représentations traditionnelles |  | Représentations traditionnelles |  | Représentations traditionnelles |
| Représentations traditionnelles |  |                                 |  |                                 |

| Représentations artistiques |  | Représentations artistiques |  | Représentations artistiques |
| Représentations artistiques |  |                             |  |                             |

| Partie utile |  | Partie symbolique |  | Coupe anatomique |
| Partie utile |  | Partie symbolique |  | Coupe anatomique |

## Postures, scènes et ensembles
La majorité des dessins sont des combinaisons de sujets individuels ; combinaisons dans lesquelles le dessinateur opère des choix complémentaires, notamment pour le cadrage, les zones d'intérêt, la perspective, la précision des détails ou la communication. Les possibilités de composition picturale sont alors les plus nombreuses.
| Profil avec environnement |  | Dessin avec texte |  | Panneau |
| Profil avec environnement |  | Dessin avec texte |  | Panneau |

| Position allongée |  | Position assise |  | Position debout |
| Position allongée |  | Position assise |  | Position debout |

| Activités |  | Activités |  | Activités |
| Activités |  |           |  |           |

| Scène pour extra-terrestre |  | Dessin de groupe |  | Pictogramme de groupe |
| Scène pour extra-terrestre |  | Dessin de groupe |  | Pictogramme de groupe |